# Robert B. Laughlin
Robert Betts Laughlin (1 de noviembre de 1950) es un físico teórico estadounidense quien, junto con Horst L. Störmer y Daniel C. Tsui, fueron ganadores en 1998 del Premio Nobel de Física por su explicación del efecto Hall cuántico. 
Laughlin nació en Visalia, California. Obtuvo su B.A. en Física en UC Berkeley en 1972, y su PhD en física en 1979 en el Instituto Tecnológico de Massachusetts, Cambridge, Massachusetts, USA. Ha sido profesor de física de la Universidad de Stanford de 1989 a 2004. Y de 2004 a 2006 fue presidente del Instituto Coreano Avanzado de Ciencia y Tecnología (KAIST, por sus siglas en inglés) en Daejeon, Corea del Sur.
El mensaje central de su libro Un universo diferente es que la verdadera frontera de la ciencia está, no en lo pequeño, sino en lo complejo. Cuando se agregan muchos átomos para formar un sólido o un tejido biológico, surgen nuevos principios organizativos que no pueden derivarse rigurosamente a partir de leyes microscópicas y que carecen de significado en sistemas de pocas partículas.
Laughlin insiste en que la investigación de esos conceptos emergentes que operan en la organización compleja de la materia es tan “fundamental” como la investigación sobre las fuerzas elementales. Si se atiende a la ciencia en su conjunto, la idea de emergencia, según la cual el todo es algo más que sus partes, es mucho más relevante que la de reducción, pues casi toda la actividad científica, incluida la física, y toda la tecnología se ocupan de nociones emergentes. Estas van desde la temperatura de un líquido hasta la resistencia de un edificio pasando por la morfología de una flor. En el “universo diferente” que propone Laughlin, la ciencia se reconcilia con el sentido común porque toda nuestra percepción de la realidad se basa en conceptos y leyes emergentes.

## Obras
- Laughlin, Robert B. (2005). A Different Universe: Reinventing Physics from the Bottom Down. Basic Books. ISBN 978-0-465-03828-2. (Trad. esp.: Un universo diferente. La reinvención de la física en la Edad de la Emergencia, Buenos Aires/Madrid, Katz editores, 2007, ISBN 978-84-935432-9-7).
- Laughlin, Robert B. (2008). The Crime of Reason: And the Closing of the Scientific Mind. Basic Books. ISBN 978-0465005079. (Trad. esp.: Crímenes de la razón. El fin de la mentalidad científica, Buenos Aires/Madrid, Katz editores, 2010, ISBN 978-84-96859-68-5).
- Mente y materia. ¿Qué es la vida? Sobre la vigencia de Erwin Schrödinger (with Michael R. Hendrickson; Robert Pogue Harrison y Hans Ulrich Gumbrecht), Buenos Aires/Madrid, Katz editores, 2010, ISBN 978-84-92946-12-9.

- Datos: Q189997
- Multimedia: Robert B. Laughlin / Q189997